# IC 54
IC 54 је двојна звијезда у сазвјежђу Кит која се налази на листи објеката дубоког неба у Индекс каталогу.
Деклинација објекта је - 2° 17' 19" а ректасцензија 0h 50m 46,8s.